# GameSpy
GameSpy, også kendt som GameSpy Industries, er en inddeling af IGN Entertainment, som opererer et netværk af computerspilshjemmesider. GameSpy går tilbage til 1996, da et Quake-serversøgeprogram kaldt QSpy blev udgivet. Virksomhedens hovedkvarter ligger i Costa Mesa, Californien. Den bliver i dag styret af News Corporation.
Gamespy udgav sin sidste artikel 21. februar 2013 og angav forretningsmæssige omstændigheder som begrundelse.